# 1996年夏季奥林匹克运动会苏里南代表团
苏里南共派出7名运动员参加了美国亚特兰大举办的1996年夏季奥林匹克运动会。

## 各项目结果

### 田径
男子800米
- Tommy Asinga

女子800米
- 莱蒂蒂亚·弗里斯德

### 羽毛球
男子单打
- 奥斯卡·布兰登

### 游泳
男子50米自由泳
- Enrico Linscheer

- 第一轮 — 23.45 (→ 未晋级, 第32名)

男子100米自由泳
- Giovanni Linscheer

- 第一轮 — 51.82 (→ 未晋级, 第42名)

男子100米蝶泳
- Giovanni Linscheer

- 第一轮 — 56.09 (→ 未晋级, 第40名)

女子200米自由泳
- 卡洛琳·爱迪尔

- 第一轮 — 2:05.04 (→ 未晋级, 第28名)

女子400米自由泳
- 卡洛琳·爱迪尔

- 第一轮 — 4:22.66 (→ 未晋级, 第30名)

女子200米混合泳
- 卡洛琳·爱迪尔

- 第一轮 — 2:21.54 (→ 未晋级, 第31名)

女子400米混合泳
- 卡洛琳·爱迪尔

- 第一轮 — 4:55.48 (→ 未晋级, 第22名)